# История Кировской области

## Ранний период
На территории Кировской области известны археологические памятники эпохи мезолита, неолита, бронзового века. В VII веке до н. э. в бассейне Вятки начался железный век. Ранний железный век здесь представлен памятниками ананьинской культуры (Наговицынское городище (г. Киров), Пижемское (близ г. Советска), Кривоборское (близ с. Просница) и др.).
По Азелинскому могильнику у деревни Азелино получила название азелинская культура III—V веков. На территории Уржумского района в 1,5 км к западу от деревни Суворово находится Суворовский могильник, относящийся к азелинской культуре.
В VII—X веках на вятской земле сформировались первые народности. К началу II тысячелетия н. э. сформировались племена марийцев, удмуртов и коми. По всей территории Верхне-Камского междуречья появляется сеть удмуртских поселений, сконцентрированных около двух очагов — сначала южного (правобережье средней Камы), а потом и северного (район между рекой Чепца и средней Вяткой), куда переселились удмурты, который стал впоследствии основой для будущего города Хлынова.
Значительное развитие в поселениях получило домашнее ремесло: деревообработка, производство шерстяных и льняных тканей, меховых изделий, железных и медных орудий и оружия, глиняной посуды, изделий из кости, женских украшений и т. п. Появились первые специалисты-ремесленники, в том числе металлурги, литейщики, ювелиры, кузнецы, гончары, скорняки.
Начинают развиваться торговые отношений, устанавливаются торговые связи с Русью, Хазарским каганатом и Волжско-Болгарским ханством. Однако торговля эта имела односторонний характер: иноземные купцы, используя известный им торговый путь по Каме и Вятке, связывающий Поволжье с Уралом и землями Севера, проникали в поселения удмурцев и марийцев и скупали у них мёд, пушнину, шкуры, воск и другие товары в обмен на золотые и серебряные изделия, оружие, шёлковые ткани и прочие ценные вещи.
В общественно-политическом плане на данных территориях начался процесс разложения патриархально-родового строя, начинает формироваться родо-племенная знать, возникает имущественное неравенство, положившее начало образованию классов феодалов, крестьян и холопов. Большое экономическое и культурное влияние на марийцев и удмуртов оказывали Волжская Болгария и Русь.

## Колонизация Вятского края, основание города Хлынова (XII—XIV века)
Проникновение славян в бассейн Вятки началось во второй половине XII века. Еманаевский могильник выделяется архаичностью погребального обряда и сохранностью языческих пережитков. Древнейшие славянские поселения обнаруживаются на Вятке между Котельничем и Слободским, где известно несколько городищ: Котельничское, Ковровское, Орловское, Никулицкое, Хлыновское и др. Особенно усилился приток славян в связи с вторжением монголо-татар в середине XIII века. По данным археологии, это были выходцы с юго-запада Киевской Руси и, возможно, русы с территории Волжской Булгарии и вятичи с Оки. Немного позже на Вятке появились поселенцы из новгородских земель, они приходили по Северной Двине, Моломе, а также из Владимиро-Суздальского княжества по Волге, Унже, Ветлуге на Молому. Оба потока поселенцев попадали на среднюю Вятку, и заселяли её берега от Моломы до Летки.
Местные письменные сказания говорят о прибытии на Вятку двух отрядов новгородцев. По преданиям, в 1181 году отряд новгородцев овладел «Болванским городком», который населяли «отяки и чудь», стоявшим на правом берегу Вятки вблизи реки Чепцы, поселился в нём, и переименовал его в Никулицын. Другой отряд захватил городок Кокшаров, переименовав его в Котельнич. Спустя неназванное время, оба отряда объединились, и создали общий город Хлынов.
И избравше место прекрасно над рекою Вяткою близ устия реки Хлыновицы на высокой горе, иже ныне зовется Кикиморская, место бо оно ко общему вселению удобно и из тоя горы преславно источники вод истекающия мнози. 
И по общему согласию во уреченную годину сошедшеся народи мнози Новгородцев на оной горе начаша к созиданию града место устрояти и древеса готовити распологающе како созидати град. И заутра воставше обретоша некако Божиим промыслом все изготовление пренесено по Вятке реке ниже на высокое же паче пространнейшее место и широкое поле иже в то время нарицашеся Балясково поле.
Новгородцы же со всею дружиною своею моляся Господу Богу и Его Богоматери пресвятей Богородице о показании места к созиданию граду хвалу возсылающе и молебныя пения воспевше.
И на том месте вначале поставиша церковь во имя Воздвижения честнаго и животворящаго креста Господня и град устроиша и нарекоша его Хлынов град речки ради Хлыновицы.
Массовая миграция на территорию Вятского края начинается после татаро-монгольского вторжения: люди, спасаясь от разрушительного нашествия, переселялись дальше на Север. Вскоре в регионе сконцентрировалось большое количество выходцев из Новгородской, Устюжской, Суздальской и Нижегородской земель. Ремесленники и воины, они селились в основном в крупных городах и сёлах.
В 1374 году отряд новгородских ушкуйников на 90 ушкуях (больших речных судах) совершал поход на Волжскую Булгарию, входившую в то время в состав Золотой Орды. После успешного набега на столицу — город Булгар, отряд разделился на две группы, один на 50 судах отправился вниз по Каме к столице Золотой Орды, другой двинулся вверх, грабя по пути местные поселений марийцев и чувашей, дошёл до устья реки Ветлуги, здесь новгородцы сожгли свои суда и на конях двинулись по берегу Ветлуги на Вятку, дошли до Хлынова, где и остались:
В лето 6882 (1374) идоша на низ рекою Вяткою ушкунцы разбойницы, 90 ушкунцев, и грабиша Вятку и шедше взяша Болгары.
 Многое указывает на то, что часть ушкуйников поселилась на Вятке, хотя приписывать им начало славянской колонизации края нет оснований.

## 1378—1489 года
В 1378 году при посредничестве Вятской епархии по договору между вятской знатью и суздальско-нижегородским князем Дмитрием Константиновичем, Вятская земля формально становится его вотчиной. В 1383 году, после смерти князя, в Суздальско-Нижегородском княжестве развернулась междоусобная война за наследство между сыновьями умершего князя Семёном и Василием (прозванного Кирдяпа) с одной стороны, и их дядей князем Борисом Константиновичем, владевшим Нижним Новгородом в качестве вассала своего брата, с другой. В конечном счёте, Борису Константиновичу досталось княжество нижегородское, а Семён и Василий сохранили за собой Суздальское княжество и Вятскую землю.
В 1391 году великий князь московский Василий I добился от хана Золотой Орды Тохтамыша ярлыка на княжение в Суздальско-Нижегородском княжестве и присоединил его территорию к Москве. И если Нижний Новгород сам выдал своего предводителя Бориса Константиновича, непопулярного в народе, то суздальские князья оказали упорное сопротивление Москве. Они сумели получить помощь у нового хана Золотой Орды, сменившего Тохтамыша, изгнанного оттуда знаменитым завоевателем Тамерланом. Хан прислал им татарский полк во главе с ханом Ейтяком. Несмотря на это, суздальские князья потерпели полное поражение, и по соглашению с Василием I Суздальское княжество было присоединено к Москве, а Семён Дмитриевич и Василий Кирдяпа сохранили за собой Вятскую землю. Вскоре оба они умерли. Василий I присоединил Вятку к Москве, и передал её своему брату Юрию Дмитриевичу, владевшему Галицким княжеством.
После смерти Василия I в 1425 году московский трон получает его сын Василий II, хотя по праву родового старшинства, Москву должен был получить брат покойного Юрий Дмитриевич Галицкий, между галицкими и московскими князьями назревает конфликт. Военные действия продолжаются 20 лет (с 1432 по 1453 год). После смерти Юрия Дмитриевича в 1434 году его дело продолжили сыновья Василий Косой и Дмитрий Шемяка. Вятские полки были главной опорой галицких князей (поход 1436 года).
В 1452 году галицкая группировка была разгромлена, город Галич разрушен московскими войсками, Василий и Дмитрий Юрьевичи погибли. Власть в Вятке в свои руки берут вятские бояре и купцы, градоначальником становится земский (выборный) воевода Яков, в 1455 году в Вятке строят деревянный кремль с широкими земляными валами и рвом, названный Хлыновым по речке Хлыновице, протекающий неподалёку. Строительство было закончено через два года.
В 1457 году великий князь Василий II посылает против Хлынова своё войско, но взять новый укреплённый кремль не удалось, и через два месяца войско отступает обратно в Москву. В 1459 году Василий делает вторую попытку взятия города, после продолжительной осады, хлыновцы решили сдаться. Вятская земля вошла в состав Московского княжества, но сохранила местную выборную администрацию под наблюдением московского наместника.
В 1489 году на Вятку было послано огромное 60-тысячное войско, самостоятельность была ликвидирована, часть населения (лучших людей) вывели в Москву. Регионом, разделённым на уезды, управляли присылаемые наместники: Слободской, Хлыновский, Орловский и Котельничский. Однако, ещё около ста лет, Вятка частично сохраняла свои прежние свободы. Вятчане участвовали в военных походах на Казань и на других противников Москвы.

## Российская империя
В 1727 году Хлыновская провинция перешла из состава Сибирской губернии Московского уезда в состав Казанской. 18 декабря 1780 года указом императрицы Екатерины II образовано Хлыновское наместничество, которое в 1796 году было преобразовано в Вятскую губернию, а город Хлынов был переименован в город Вятку.
Вятская губерния была в числе 17 регионов, признанных серьёзно пострадавшими, во время голода 1891—1892 годов.

## СССР
- В 1918 году в Вятской губернии был образован Советский уезд.
- В 1919 году был образован Северо-Вятский горный округ, просуществовавший 1 год.
- В 1920 году Елабужский, Сарапульский и Глазовский уезды, а также части Малмыжского, Уржумского и Яранского уездов отошли к Пермской губернии, Татарской АССР, Вотской и Марийской АО.
- В 1921 году был образован Омутнинский уезд.
- В 1923 году Орловский уезд переименован в Халтуринский уезд.
- В 1924 году был упразднён Советский уезд, а в 1928 году — Уржумский уезд, с передачей его территории Нолинскому и Малмыжскому уездам.
- В 1929 году Вятская губерния и все её уезды были упразднены, а их территория вошла в Нижегородскую область РСФСР.
- 15 июля 1929 года территория Нижегородской области вошла в состав вновь созданного Нижегородского края с административным центром в Нижнем Новгороде.
- 7 октября 1932 года в связи с переименованием Нижнего Новгорода в Горький Нижегородский край переименован в Горьковский край.
- 5 декабря 1934 года ВЦИК принимает решение о переименовании на то время районного центра город Вятка в Киров.
- 7 декабря 1934 года из восточных и северо-восточных районов Горьковского края и западных районов Свердловской области (Сарапульский и Воткинский районы) был выделен новый Кировский край с Удмуртской АО в составе[9].
- 28 декабря 1934 года входившая в состав Кировского края Удмуртская АО преобразована в Удмуртскую АССР.
- 5 декабря 1936 года Удмуртская АССР была выделена из состава Кировского края, а сам Кировский край был преобразован в Кировскую область.